# Тејбл рок (језеро)
Тејбл рок (енгл. Table Rock Lake) је вештачко језеро у Сједињеним Америчким Државама. Налази се на територији америчких савезних држава Арканзас и Мисури. Површина језера износи 174 km².